# 近東問題
近東問題或东方问题（英語：Eastern Question），是歐洲近代史上聚焦19世紀鄂圖曼帝國的衰落而出現的一連串國族問題。近東問題並非單指一個問題，而是包括出現於18、19及20世紀的多方面問題，當中包含了鄂圖曼土耳其帝國治下巴爾幹半島的不穩定。為了應對近東問題並扭轉「歐洲病夫」之譏，鄂圖曼帝國國內催生了變法改革的坦志麥特和奥斯曼主义。
一般認為近東問題始於1774年，當時結束的第五次俄土戰爭（1768-1774年），見證鄂圖曼帝國慘敗於俄國手上，俄國因此將勢力伸入黑海及巴爾幹半島。歐洲各國目睹鄂圖曼帝國於巴爾幹的崩解可能迫在眉睫，於是各國展開不同爭鬥，以確保自己在土耳其境內的軍事、戰略及商業利益。對於鄂圖曼帝國的衰敗，俄羅斯帝國認為是對她有利；而英國、法蘭西第三共和國或奧地利帝國則認為，保留鄂圖曼帝國才是最符合她們的利益，於是多次出手，減輕鄂圖曼的損失，連帶成為19世紀英、俄相爭的大博弈一環。
最後，近東問題於第一次世界大戰（1914-1918年）以後完結，其中一個後果就是奧匈帝國和鄂圖曼帝國的瓦解。不過直至今日，巴爾幹半島仍是歐洲局勢較不穩定的地區，諸如科索沃獨立問題等引起阿爾巴尼亞人及塞爾維亞人民族之間衝突和民族主義延續，在某種程度上均可視為近東問題的延續，但近年巴爾幹地區的民族衝突已逐漸緩和及減少。

## 拿破崙時代

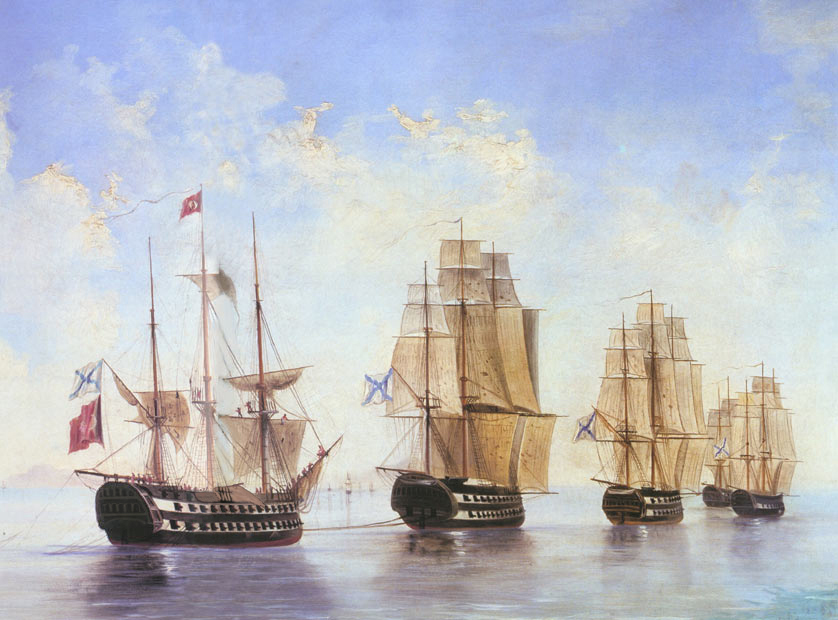
阿索斯海戰後的俄羅斯艦隊

在19世紀初期，歐洲的焦點落於拿破崙一世身上。他為了保障自己的統治，以及維持歐洲無力反抗他，因此拿破崙於1807年蒂爾西特和約中與俄羅斯帝國結盟。俄國承諾協助拿破崙對抗英國，作為回報，沙皇將會取得鄂圖曼帝國治下的摩爾達維亞及瓦拉幾亞。若蘇丹拒絕交出這兩塊地區，法俄將會聯合進攻鄂圖曼帝國，而鄂圖曼於歐洲的統治地區將會被兩國瓜分。
拿破崙計劃除了威脅到鄂圖曼帝國外，亦威脅了英國、奧地利及普魯士，因為法俄的強大同盟將會令三國無力抵抗。法俄的聯盟自然引起奧地利的猜忌，因為她認為法俄聯軍將會毀滅鄂圖曼帝國，不過奧國仍然認為可以通過外交手段阻止。不過若外交手段失敗，奧地利首相克萊門斯·梅特涅決定他會支持對鄂圖曼帝國的瓜分。因為儘管瓜分對奧國可能不利，但至少比起俄國單獨完全吞併東南歐更安全。
但是，法俄聯軍在這次俄土戰爭中並未有發生，而且聯盟亦最終於1812年因為俄法戰爭而瓦解。隨著拿破崙於1815年徹底戰敗後，各戰勝國代表聚首於維也納會議上。會議並未有作出任何牽涉鄂圖曼帝國領土完整的決定。這一遺漏及拒絕鄂圖曼加入神聖同盟，被當時很多人認為近東問題只是涉及俄國的國家事務，而與其他歐洲國家無關。

## 塞爾維亞革命
塞爾維亞革命或革命的塞爾維亞指1804年至1815年間，由塞爾維亞民眾發動的一次獨立革命，當時塞爾維亞試圖完全脫離鄂圖曼帝國，並成為獨立的歐洲國家。另外亦包括了革命後時期（1815–1833），這段時期的特點是貝爾格萊德與鄂圖曼帝國之間的緊張談判。這些事件標誌著現代塞爾維亞的開始。第一階段的革命(1804–1815)實際上可視為一場獨立戰爭，而第二階段（1815–1833）則令到鄂圖曼帝國的樸特，正式承認一個奉鄂圖曼為宗主國的塞爾維亞國家，塞爾維亞革命至此完結。
由卡拉喬爾傑·彼得羅維奇發表於1809年貝爾格萊德的公告，標誌著革命的頂峰。公告要求塞爾維亞人的聯合，並且強調宗教自由、塞爾維亞歷史和法治的重要性。這些要求均是作為一個非世俗化伊斯蘭教國家的鄂圖曼帝國所不能或不願提供的。公告並號召塞爾維亞人拒絕繳稅予樸特，因為稅是因應宗教信仰而徵收。
塞爾維亞革命的最終結果，就是鄂圖曼帝國成為塞爾維亞的宗主。塞爾維亞公國建立，並由自己的議會、政府、憲法及王朝管治。革命的社會元素也達成了，成功在塞爾維亞建立起資本主義的社會價值觀，因此這次革命被視為當時世界上最東面的資本階級反抗，其高峰是於1806年廢除了封建主義。首部巴爾幹半島上的憲法及貝爾格萊德大學都是新興的塞爾維亞的成果。1833年，塞爾維亞被正式承認為鄂圖曼的附庸國，以及其世襲君主制亦被承認。在法律上，公國的獨立要在19世紀後半期才得到國際承認。

## 希臘獨立

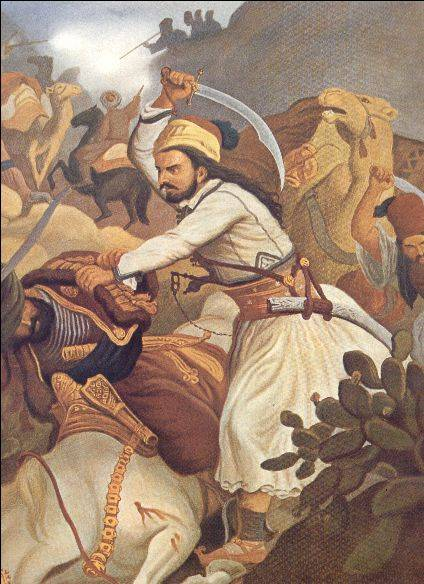
1821年的Vassilika之戰，是希臘獨立戰爭的早期轉捩點。

近東問題於1821年時，再度成為歐洲一大問題。當時希臘人宣佈獨立於蘇丹之外。大約這個時期，“近東問題”一詞便出現了。儘管1815年拿破崙一世戰敗後，有謠言指沙皇仍然企圖侵略鄂圖曼帝國，而且希臘反抗的爆發使得侵略更可能出現。英國外相羅伯特·史都華，卡蘇裡子爵，以及奧地利外相克萊門斯·梅特涅，勸說沙皇亞歷山大一世不要參戰。他們懇求沙皇維持歐洲協調的穩定。亞歷山大一世亦同樣希望維持和平合作。沙皇沒有選擇立即協助希臘人、攻擊土耳其人，以迅速解決近東問題。他在猶疑著，最後沒有作出任何決定性的行動。 
亞歷山大一世死於1825年，尼古拉一世繼承俄國皇位。尼古拉一世不欲忍受談判及會議，於是選擇干預希臘的戰事。英國稍後亦加入，因為她希望在新的希臘國家中發揮影響力，以免希臘一面倒傾向俄國。同時浪漫主義主宰了西歐國家，使得對希臘獨立的政治干涉變得開始可行。法國也對希臘人同情，不過奧地利依然怕俄國擴張而反對。鄂圖曼帝國蘇丹馬哈茂德二世對列強的干預極為憤怒，斥責俄國為伊斯蘭世界的敵人，引致俄國於1828年正式宣戰。奧地利對此十分戒備，並嘗試建立一個反俄羅斯聯盟，不過最終卻無果。
戰爭持續至1829年，期間英法俄均有參戰，並聯合於1827年的納瓦里諾海戰毀滅了土耳其艦隊，稍後英法撤援。俄國亦單獨在陸戰壓倒性擊敗了鄂圖曼帝國。為了繼續戰爭，俄國需要邀請奧地利加入戰爭，但這樣會引起英國懷疑。所以，俄國人繼續戰爭，以摧毀鄂圖曼帝國的企圖將會是極為失策。在此情況下，法王查理十世提出了一個瓜分計劃，將鄂圖曼帝國分割予奧地利、俄羅斯及其他國家，但是他的計劃提出太遲，沒有預期效果。
所以，俄羅斯有權選擇重創或瓜分鄂圖曼帝國。然而她卻最後選擇削弱鄂圖曼帝國，令她成為俄國的附庸國的政策。1829年，沙皇與蘇丹簽訂了亞德里安堡條約（Treaty of Adrianople），結束了第九次俄土戰爭，從條約中俄國取得更多黑海沿岸土地、俄國商船獲准進入達達尼爾海峽、俄國在土耳其的商業權利增加。希臘獨立戰爭在條約簽訂後不久亦結束，雙方簽訂了1832年的君士坦丁堡條約（Treaty of Constantinople），希臘正式取得獨立。

## 穆罕默德·阿里帕夏

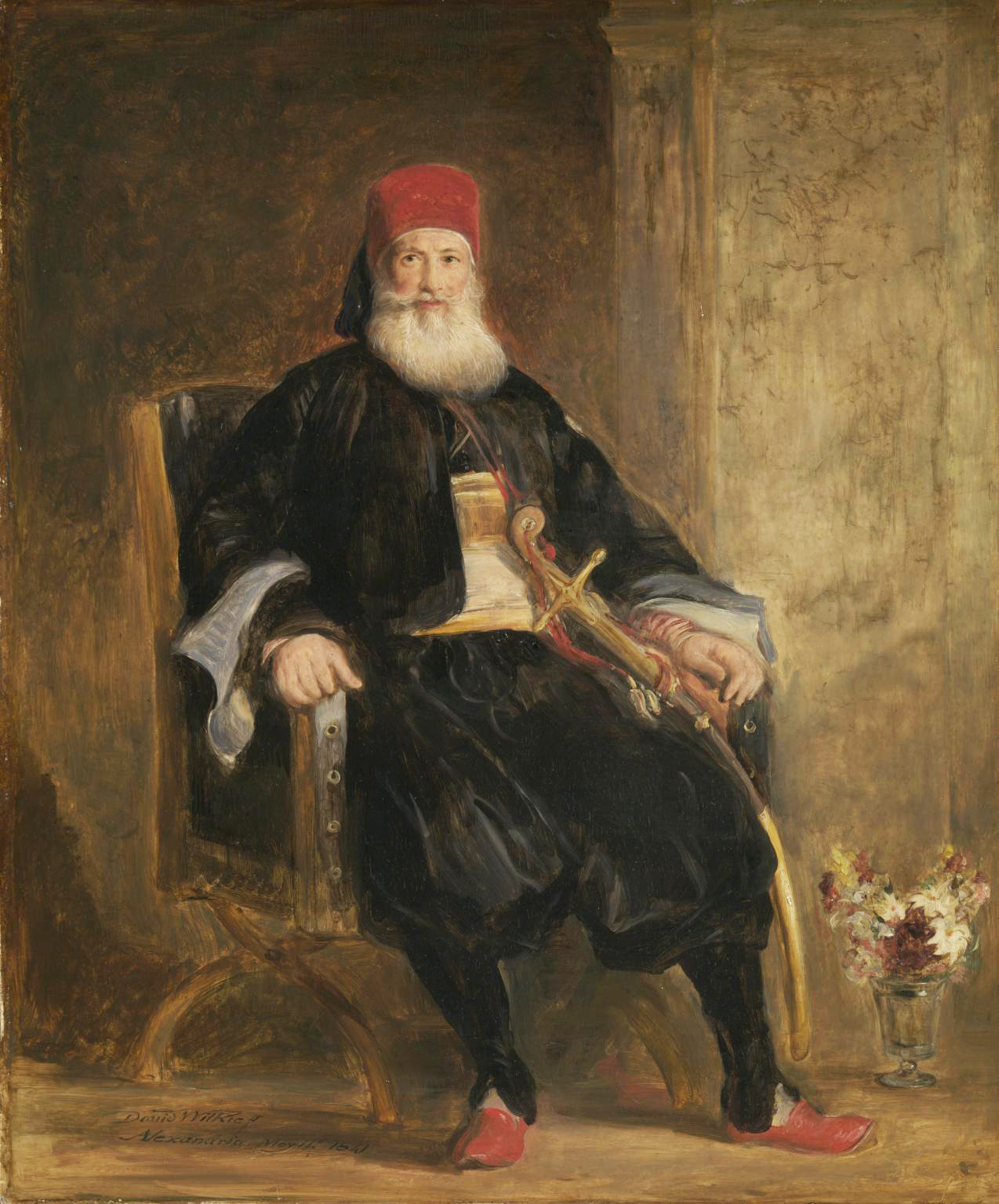
穆罕默德·阿里帕夏

就在希臘獨立將近完結之際，一場新的衝突在鄂圖曼帝國蘇丹和他的名義上的埃及總督，穆罕默德·阿里帕夏之間爆發了。早前，蘇丹承諾若穆罕默德·阿里帕夏肯在希臘獨立戰爭中作出支援，即把敘利亞讓與對方管治。但戰爭結束後，蘇丹卻拒絕履行承諾，引發衝突。穆罕默德·阿里帕夏早在衝突以前，進行了不少現代化改革、征服阿拉伯及蘇丹地區。改革以後他的現代化及優良訓練的軍隊，貌似能夠征服整個鄂圖曼帝國。俄國沙皇為了保障他的政策，把鄂圖曼帝國變成一個小附庸國，能夠達成，於是表示願意與蘇丹達成同盟。
在1833年，兩國達成了洪基爾－斯凱萊西條約。條約使俄國得以達成其目標，負責防衛鄂圖曼帝國全部領土。俄國將會保護鄂圖曼帝國免受外來攻擊，而作為回報，當俄國處於戰爭狀態時，蘇丹將不開放達達尼爾海峽予任何國家的戰艦。條約引起了"海峽問題"的出現。條約本規定是任何國家戰艦均不可進入，但很多歐洲國家的政治家均誤以為條約沒有限制俄國戰艦。英國及法國在誤解之下對條約十分憤怒，一同尋求方法阻止俄國擴張。不過兩國的目標各有不同，英國試圖繼續保留蘇丹，但法國期望扶植穆罕默德·阿里帕夏（兩國均認為他較為有能）為鄂圖曼帝國的統治者。俄國的干涉令蘇丹決定於1833年與穆罕默德·阿里帕夏和談，不過戰爭旋即又於1839年爆發。
1839年，蘇丹馬哈茂德二世逝世，阿卜杜勒-邁吉德一世繼位。當時帝國局勢對新蘇丹極為不利，穆罕默德·阿里帕夏的軍隊決定性地打敗了鄂圖曼帝國軍隊，征服了巴勒斯坦、黎巴嫩和敘利亞等地。另一個災難是整支土耳其艦隊被埃及的叛軍所擄奪。英國及俄國決定干涉，以免鄂圖曼帝國因而崩解，不過法國依然支持穆罕默德·阿里帕夏。不過1840年，列強達成妥協，穆罕默德·阿里帕夏只好同意撤出佔領地、名義上隸屬蘇丹，但埃及的世襲君主制得以確立，由穆罕默德·阿里帕夏的家族統治。 
在當時尚未解決的問題就只有"海峽問題"而已。1841年，沙皇同意廢除洪基爾－斯凱萊西條約，並以倫敦海峽公約取代。五強均同意再用鄂圖曼帝國的“老規矩”，即無論如何海峽亦不開放予任何戰艦，除了戰時蘇丹的盟友例外。新的海峽公約使得沙皇尼古拉一世，放棄了削弱鄂圖曼為一個附庸國的政策，重新採用奪取鄂圖曼帝國在歐洲的土地的計劃。
因此，自1831年起的埃及問題解決後，衰弱的鄂圖曼帝國不再完全依賴俄國。鄂圖曼帝國轉而傾向依賴歐洲列強的保護。鄂圖曼帝國同時亦進行了內部改革，不過最終卻是失敗，未能挽回這個一度強盛的帝國。1840年代時，鄂圖曼帝國變成了“歐洲病夫”，而其瓦解最終亦不可避免。

## 1848年革命
列強成功達成了協調、終結了穆罕默德·阿里帕夏的反抗後，近東問題沉寂了大約10年，直至1848年革命。儘管俄羅斯帝國當時有一個大好機會去進攻鄂圖曼帝國，特別是當時法國七月王朝和奧地利帝國被國內的革命牽制著，但是俄國沒有選擇進攻。沙皇尼古拉一世在反而派遣他的軍隊，協助奧皇斐迪南一世鎮壓革命。沙皇認為此舉可以為他建立名譽，從而令列強同意他日後奪取土耳其的歐洲土地。 
在奧地利革命鎮壓後，一場奧俄聯合對付鄂圖曼帝國的戰爭似乎要出現。沙皇及奧皇要求蘇丹遣返逃到鄂圖曼的奧地利叛軍，但是遭到拒絕。奧俄召回大使，威脅發動武裝攻擊。不過英國及法國迅速作出反應，派遣艦隊保護鄂圖曼帝國。兩位皇帝均認為武力並無效果，於是撤回遣返叛軍的要求。

## 克里米亞戰爭
一場新的近東衝突於1850年代出現，衝突出現是由於一場宗教上的爭執。根據18世紀的條約，法國是鄂圖曼帝國境內的天主教徒的保護者，而同時俄國是東正教徒的保護者。但是數年來，天主教徒與東正教徒為了巴勒斯坦的聖墓教堂與聖誕教堂的擁有權而爭執。而且，法國雖然一早有保護聖地的權利，但卻多年已未有履行其責任，加上朝聖的東正教徒遠比天主教徒多，引起爭拗出現。在1850年代早期，雙方均對蘇丹作出要求，但蘇丹不能同時滿足雙方。1853年，蘇丹決定選擇法國一方，無視了當地東正教修士的反對。 
沙皇尼古拉一世派出外交官，進行特別任務。根據早前條約，蘇丹應該要“保護基督教及其教堂”，而俄國試圖締結新的條約，當俄羅斯認為蘇丹的保護是不足夠時，可以隨時作出干預。同時英國派出的外交官得知俄國企圖，並成功說服蘇丹回絕新的條約，因為條約會損害鄂圖曼的獨立。尼古拉一世得知外交失敗後不久，即派兵進入摩爾達維亞及瓦拉幾亞。沙皇原以為，列強不會對他吞併一些鄂圖曼邊境省份作出強烈反對，尤其是因為當初俄國在1848年革命作出干預。
但當沙皇派遣軍隊進入摩爾達維亞及瓦拉幾亞後，英國為了保障土耳其的安全，派遣一支艦隊進入達達尼爾海峽。在那裡，另一支法國派出的艦隊加入了英軍。不過同時，列強亦希望可以達成外交妥協。四強（英、法、普、奧）的代表聚首於維也納。他們達成了一個正式文件，希望俄國和鄂圖曼會接受。俄國對此同意，但是被蘇丹所拒絕，因為蘇丹認為這個文件的言辭過差，可以有不同的解釋。英國、法國及奧地利聯合提出修正，以緩和蘇丹的不滿，但新的建議被聖彼得堡所忽略。英法決定放棄繼續談判，而奧地利及普魯士則認為俄國的反對，不足以成為放棄外交談判的理由。
然而蘇丹卻決意開戰，他的軍隊在多瑙河附近進攻俄軍。尼古拉派遣艦隊在1853年11月30日於錫諾普一地，毀滅了鄂圖曼帝國的艦隊，方便俄國派兵登陸土耳其海岸，及支援俄軍的進軍。土耳其艦隊的毀滅和俄國擴張的威脅，令到英法均決意保衛土耳其。1854年，當俄國忽略了英法發出的最後通諜（其中要求俄軍撤出多瑙河公國），英法便對俄國宣戰。 
沙皇尼古拉一世以為奧地利會為了報答俄軍於1848年的協助，而選擇加入他的一方，或最低限度保持中立。不過，奧地利認為俄軍進駐多瑙河公國對她有威脅。當英法要求俄軍撤出多瑙河公國時，奧地利則支持英法，而且奧地利雖未有決定對俄宣戰，但卻拒絕保證中立。當1854年夏天，奧地利再度要求俄軍撤出，俄國為免奧地利參戰而撤兵。
儘管俄軍撤出多瑙河公國、戰爭的理由已經消失，但是英法仍然拒絕停止敵對行動。英法決心終結近東問題、俄國對鄂圖曼帝國的威脅，提出了多項條件以換取和平，包括俄羅斯放棄保護多瑙河公國，轉由各國共同保護、放棄任何給予俄國權利去保護東正教徒的宣稱，以免俄國干預鄂圖曼內部事務、1841年海峽公約重新修訂及多瑙河自由通行。當沙皇拒絕接受這四項條件時，克里米亞戰爭就爆發了。

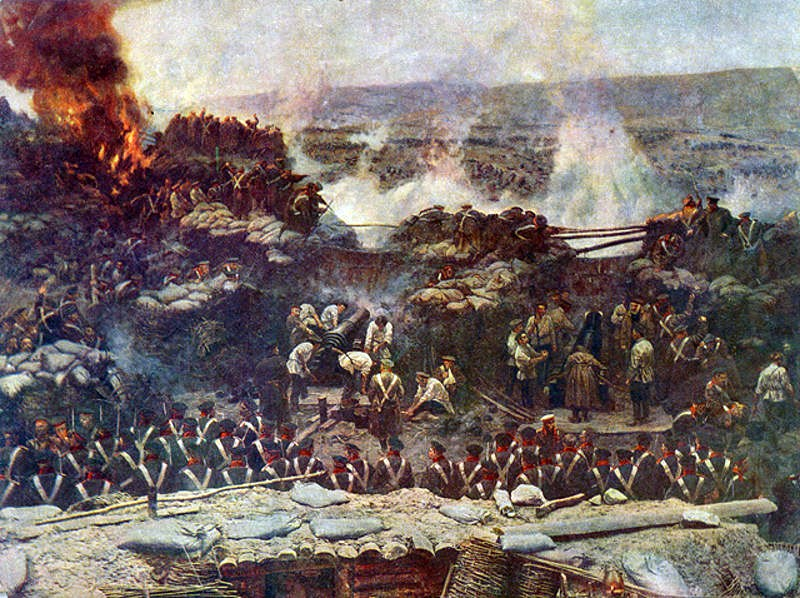
圍攻塞瓦斯托波爾

戰爭中俄國敗退，經過英法聯軍圍攻近一年後，喪失了軍事重鎮塞瓦斯托波爾。和平談判在亞歷山大二世繼位後，即於1856年開始，締結了1856年巴黎條約。條約規定俄國放棄對多瑙河公國的控制、黑海中立化，所有國家的戰艦均不可進入黑海（實際上俄國黑海艦隊已經全毀於戰爭中）、沙皇及蘇丹均同意不在黑海海岸建立任何軍事設施。黑海條款對俄國造成極大的不利，因為這大大降低了俄國對鄂圖曼帝國的海軍威脅。除此之外，列強均同意尊重鄂圖曼帝國的獨立及領土完整。
巴黎條約僅維持至1871年，因為當時法國在普法戰爭中慘敗於普魯士手上。當時普魯士與數個德意志邦國共同組成德意志帝國，而法皇拿破崙三世被廢黜，法蘭西第三共和國建立。拿破崙三世統治時，為了與英國友好，一直在近東問題反對俄國。實際上，俄國對於鄂圖曼帝國的干涉，對於法國的利益並未有重大威脅。所以，法國在採用共和制後放棄敵視俄國。由於法國的決定，以及德國首相奧托·馮·俾斯麥的支持下，俄國單方面廢除1856年巴黎條約的黑海條款。只有英國單獨反對俄國，無法獨力執行條款，因而俄國再次於黑海建立艦隊。

## 近東大危機
在1875年，黑塞哥維那地區發生反抗，反抗殘暴統治的蘇丹，是為黑塞哥維那起义。這次起事迅速蔓延至波斯尼亞及保加利亞境內。列強相信他們必須干涉，以免一場慘烈而血腥的戰爭在巴爾幹半島爆發。最先行動的是三皇同盟，同盟對於近東問題的態度可以體現於安德雷西文件（Andrassy Note，安德雷西為奧匈帝國的外交家）之中。這份文件，尋求避免大規模暴亂發生於東南歐、催促蘇丹進行多項改革，包括基督徒宗教自由。另外組建基督徒及穆斯林混合委員會，以監督蘇丹的改革。英法對此贊同，安德雷西文件遞交予蘇丹，蘇丹於1876年1月31日同意文件的建議。然而，黑塞哥維那的反抗軍領袖，卻拒絕接受這份文件，指出蘇丹曾經承諾進行改革，不過從未有履行。 
三皇的代表再次於柏林聚會，他們達成了柏林備忘錄。為了說服黑塞哥維那人蘇丹會切實執行其承諾，備忘錄建議由列強領事監督在反抗省份的改革。在樸特同意這個備忘錄前，鄂圖曼帝國已經被內亂所震撼，蘇丹阿卜杜勒-阿齊茲一世被廢位。新的蘇丹穆拉德五世，在3個月後因為精神問題也被廢除，變成阿卜杜勒-哈米德二世繼位。同時，鄂圖曼帝國遇到更多困難，帝國國庫已經空虛，而且反抗由波黑繼續燃燒至塞爾維亞、黑山及保加利亞境內(又稱四月起义)。然而鄂圖曼帝國仍然在1876年8月將反抗鎮壓下去。這干擾了俄國的計劃，因為她打算趁混亂期間，奪取鄂圖曼帝國在東南歐的地區。
當起事被大規模鎮壓後，謠言指鄂圖曼帝國對反抗省份居民施以暴行，謠言衝擊了歐洲人的感情。俄國現在期望發動戰爭，加入反抗軍的一方，因為她想趁機奪取鄂圖曼帝國的土地。不過列強（英、法、俄、德、奧匈、意）代表召開君士坦丁堡會議，試圖取得更大的和平。蘇丹卻拒絕允許外國領事監督波黑的改革進行。1877年，列強再次試圖與鄂圖曼帝國談判，但建議再度被對方拒絕。

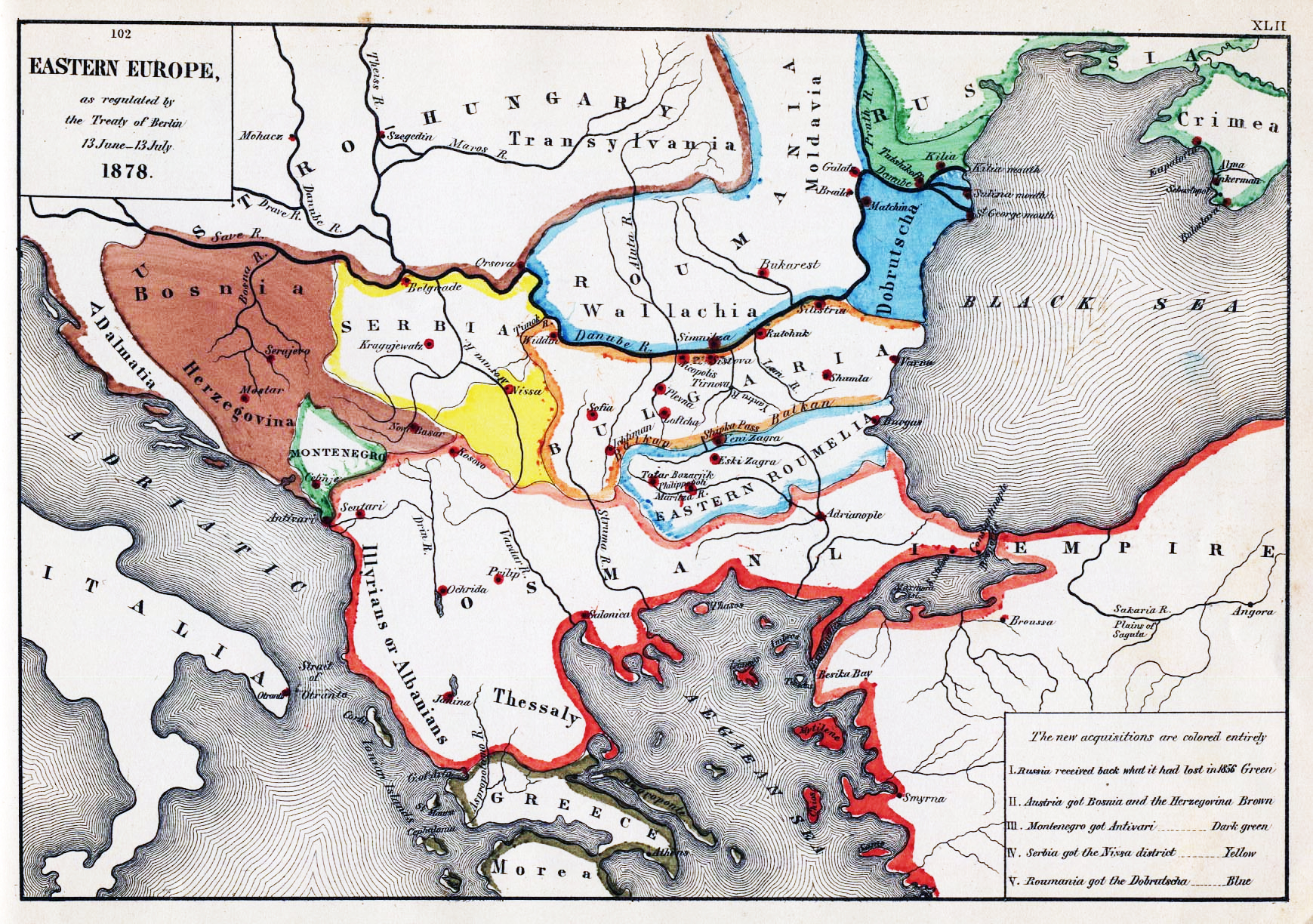
1878年柏林會議後東南歐的劃分。

俄國於1877年4月24日對鄂圖曼帝國宣戰。俄國成功爭取到奧匈帝國的中立，透過許諾戰後與奧匈瓜分戰時奪取的土地，即奧匈將取得波斯尼亞及黑塞哥維那。儘管英國仍然對俄國威脅她在南亞的殖民地，但卻未有捲入戰事中。但當俄國威脅到君士坦丁堡的安全時，英國首相本傑明·迪斯雷利催促德國及奧匈帝國協助他。因此，俄國與土耳其媾和，簽訂了聖斯特凡諾條約。條約對土耳其十分嚴厲：
- 羅馬尼亞、塞爾維亞及黑山獨立
- 給予保加利亞自治權，建立大保加利亞
- 於波斯尼亞及黑塞哥維那進行改革
- 割讓多布羅加及部份亞美尼亞予俄國
- 鄂圖曼帝國向俄國支付鉅額賠款

藉著條約俄國可以操控新獨立的多個國家，她在東南歐的影響力將會大幅提升。由於列強的強烈要求下，聖斯特凡諾條約在1878年柏林會議中大幅修訂，俄國的利益大減。 
柏林條約以鄂圖曼帝國的利益出發，重訂了新獨立國家之間的邊界。除此之外，原本的大保加利亞被分割成兩部份，保加利亞本土及東魯米利亞，因為害怕大保加利亞會被俄國所操縱。鄂圖曼帝國割讓予俄國的土地大部份不變。波斯尼亞及黑塞哥維那交由奧匈帝國管治，但名義上屬於鄂圖曼帝國。另外，鄂圖曼帝國與英國之間的秘密協議，將塞浦路斯島轉讓予英國。近東問題自1878年柏林會議後再度暫時沉寂。

## 德國與鄂圖曼帝國
在19世紀下半葉，一些列強之間及與鄂圖曼帝國的關係開始轉變。由於德意志帝國於柏林會議上修訂了聖斯特凡諾條約，引起俄國的不滿並退出了三皇同盟。德國選擇靠近奧匈帝國，並於1879年組成德奧同盟，1882年加入意大利王國後擴展為三國同盟。德國開始對鄂圖曼帝國友好，鄂圖曼帝國稍後成為了德國的緊密盟友。德國人為鄂圖曼帝國的軍事及財政系統進行重組。作為回報，德國獲得一些商業上好處，包括取得建造巴格達鐵路的修築權，確保德國能夠通往一些重要的經濟市場。德國除了因為商業動機外，另外亦因為新帝國主義及軍事上對抗英國。同時，英國亦與法國於1904年達成了摯誠協定，解決了雙方的國際事務衝突。英國亦稍後於1907年與俄國達成英俄條約。

## 青年土耳其党革命
在1908年，青年土耳其黨人發動叛亂，反抗蘇丹阿卜杜勒·哈米德二世的專制統治。支持改革的青年土耳其黨人在1909年廢除了蘇丹，並扶立無能的穆罕默德五世為蘇丹。此後，鄂圖曼帝國出現憲法上及政治上的改革，但是仍然未能阻止到帝國的衰落，近東問題再度發生。

## 波斯尼亞危機及兩次巴爾幹戰爭
奧匈帝國乘土耳其內亂之際，正式宣佈吞併波黑。奧匈帝國的計劃被塞爾維亞反對，而且塞爾維亞亦尋求俄羅斯的協助。俄羅斯並未有輕易承諾，因為當初日俄戰爭令俄國重創，而且德國亦威脅在戰爭中會支持奧匈帝國。英國及法國並未有直接關注奧匈吞併波黑，因而沒有干涉。由於沒有協助，塞爾維亞被逼撤回她對奧匈吞併波斯尼亞及黑塞哥維那的反對。
塞爾維亞於波斯尼亞危機中失敗後，有見土耳其敗於意土戰爭中，於是連同希臘、門的內哥羅和保加利亞組成巴爾幹同盟，共同發動第一次巴爾幹戰爭掠奪土耳其在歐洲的剩餘土地。土耳其迅速戰敗，喪失大量土地，歐洲土地僅剩下君士坦丁堡及附近地區。稍後保加利亞認為自身利益過少，於是向塞爾維亞及希臘宣戰，挑起第二次巴爾幹戰爭。羅馬尼亞及土耳其加入了塞希一方，保加利亞慘敗，喪失大片土地，而塞爾維亞則擴大一倍，造成奧匈帝國的更深猜忌。兩次戰爭亦使鄂圖曼帝國的領土受到大幅削弱，國勢更加衰頹。保加利亞因此心懷怨恨，並日後加入德奧一方。
近東問題稍後再引致塞拉耶佛暗殺、一戰及鄂圖曼帝國的瓦解。在土耳其帝國崩潰後，近東問題宣告結束，日後巴爾幹半島的衝突多由當地民族衝突所引致。